# 中藤泉
中藤 泉（なかとう いずみ）は、日本の内閣府官僚。内閣府大臣官房政策評価審議官や、内閣官房内閣審議官、経済社会総合研究所次長等を経て、長崎大学教授や文化学園大学特任教授を務めた。

## 人物・経歴
一橋大学経済学部卒業。国土庁計画・調整局総務課長補佐を経て、1991年経済企画庁経済研究所主任研究官。1992年経済企画庁物価局調査官（物価調査課）。1993年経済企画庁長官官房企画課広報室長。1994年経済企画庁国民生活局消費者行政第二課長。1995年経済企画庁長官官房参事官（秘書課）。1997年経済企画庁物価局物価調査課長。1999年経済企画庁調整局経済協力第一課長。2001年内閣府大臣官房企画調整課長兼国立公文書館担当室長。2002年内閣府経済社会総合研究所総務部長。
2004年内閣府大臣官房政策評価審議官。2005年内閣官房内閣審議官（内閣官房副長官補付）、内閣官房行政改革推進室次長。同年内閣官房行政改革推進事務局公益法人制度改革推進室長。2007年内閣府経済社会総合研究所総括政策研究官、内閣府大臣官房審議官、官民競争入札等監理委員会事務局長。2008年内閣府経済社会総合研究所次長、内閣府経済社会総合研究所経済研修所所長。2010年長崎大学経済学部地域・経済政策教授。2012年経済社会総合研究所総括政策研究官。2013年退官、文化学園大学特任教授。2022年瑞宝中綬章受章。